# Izvir Glijuna
Izvir Glijuna – źródło potoku górskiego Gljun, znajdujące się na terenie Alp Julijskich w Słowenii.

## Geografia

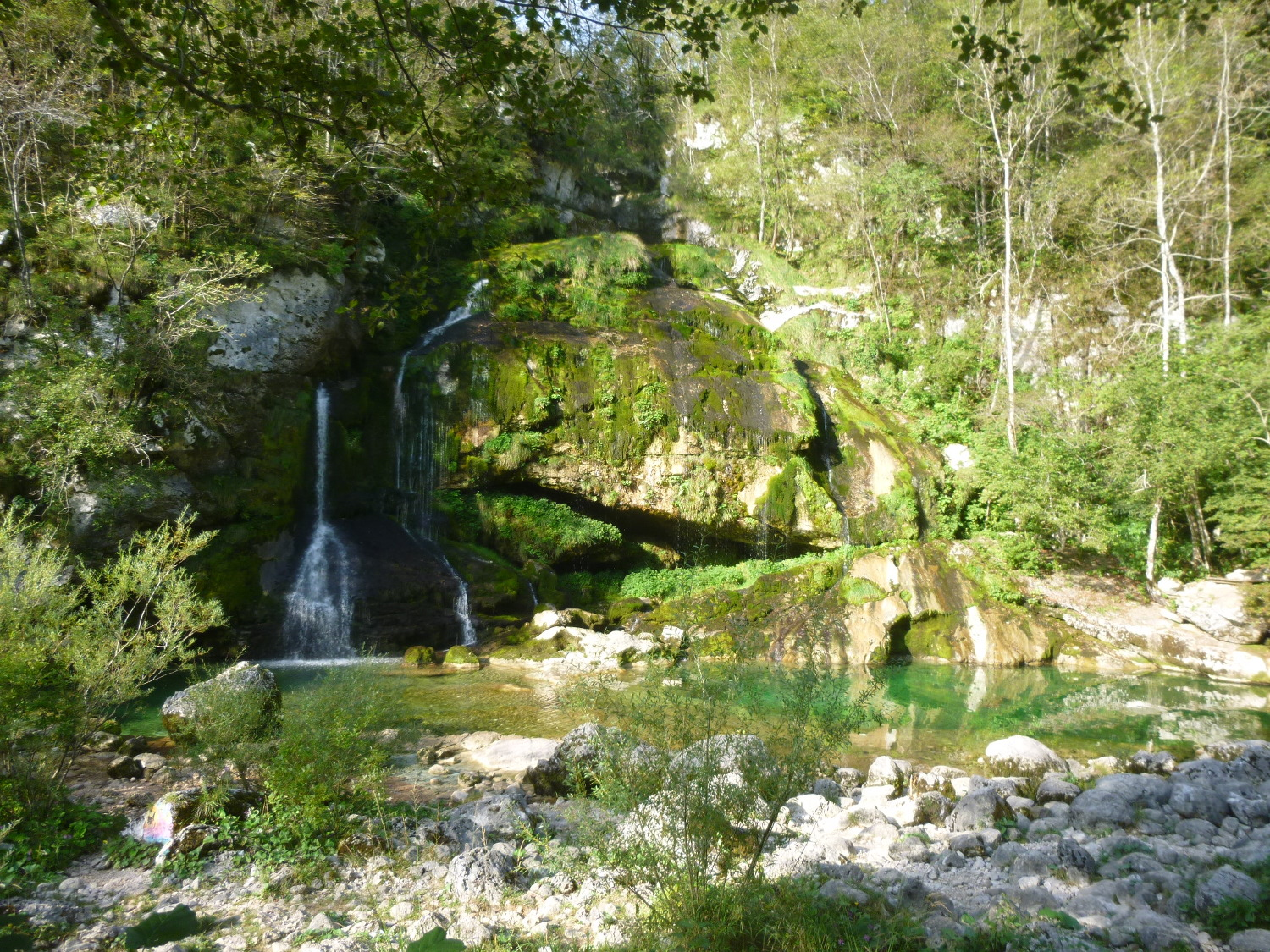
Virje oraz Izvir Glijuna

Izvir Glijuna znajduje się na terenie miejscowości Plužna w Gminie Bovec. Jest to północno-zachodnia Słowenia. Źródło leży około 5 kilometrów od granicy słoweńsko-włoskiej. Położone jest u podnóża szczytu górskiego Kanin. W pobliżu znajdują się wodospady Virje (który tworzy się od razu po wypływie ze źródła) i Boka oraz jaskinia Srnica. Leży na wysokości 450 m n.p.m

## Turystyka
Źródło, często łączone z wycieczką krajoznawczą pod wodospad Virje lub z atrakcją turystyczną SRNICA Park Pustolovskih Doživetij jest bardzo popularne w pobliskich miejscowościach, a także całych gminach. Pobliskie wsie (Plužna, Čezsoča, Kal - Koritnica) i miasta (Bovec) czerpią bardzo dużo z możliwości turystyki.

## Dostęp
Wymieniona jest większość znakowanych szlaków turystycznych:
- Plužna – Izvir Glijuna  10 min